# Port lotniczy Limbe
Port lotniczy Limbe – krajowy port lotniczy zlokalizowany w kameruńskim mieście Limbé.